# 태봉사 영모재
태봉사 영모재는 대한민국 전라남도 무안군 청계면 고절리에 있다. 2020년 12월 21일 무안군의 향토문화유산 제18호로 지정되었다.

## 지정 사유
무안군 청계면 태봉리에 있는 태봉사는 1979년 달성 배씨의 후손과 유림의 주창으로 1979년 상량하였고, 이듬해인 1980년 창건하였다. 태봉사의 재실(齋室)인 영모재(永慕齋)는 창건연대는 알 수 없지만 상량의 기록으로 1863년 중수하였음이 확인되고 있다.
태봉사는 외삼문과 재실인 영모재, 사우로 구성되어 있다. 외삼문으로 들어가면 정면에 영모재가 위치하고 있고, 영모재 뒤로 내삼문과 사우가 있다. 사우는 정면 3칸, 측면 1칸의 맞배지붕 형태이다.
재실인 영모재는 건립 연도는 알 수 없으나, 건물 상량(上樑)에 기재되어 있는 연도와 <영모당중수기(永慕堂重修記)>에 있는 ‘숭정기원후(崇禎紀元後) 4회(廻) 계해(癸亥)’라는 기록으로 보아 1863년(계해)에 중수한 것임을 알 수 있다. 사우에는 편액 2기와 태봉사 관련 현판 5기, 영모재 관련 현판 6기, 그리고 영모재 차운(次韻) 10기가 있다.
무안군은 영모재가 역사적 가치가 있다고 판단하여 2020년 12월 21일 향토문화유산으로 지정하였다.